# Faculté de médecine, de pharmacie et d'odonto-stomatologie de Dakar
La faculté des médecine, de pharmacie et d'odonto-stomatologie est un établissement public et une composante de l'université Cheikh Anta Diop.

## Histoire
La Faculté de Médecine, de Pharmacie et d’Odontologie, fondée en 1957, est située à Dakar, au Sénégal. Cet établissement d'enseignement supérieur propose une variété de formations spécialisées dans les domaines de la médecine, de la pharmacie et de l'odontologie. Les étudiants ont la possibilité de suivre des cursus de qualité, dispensés par des professeurs expérimentés et reconnus dans leur domaine. Grâce à des équipements modernes et des infrastructures adaptées, les étudiants bénéficient d'un environnement propice à l'apprentissage et à la pratique clinique. La Faculté de Médecine, de Pharmacie et d’Odontologie de l'université Cheikh Anta Diop de Dakar est un choix idéal pour ceux qui souhaitent se former dans ces domaines et contribuer à l'amélioration de la santé au Sénégal et dans la région.

## Enseignement
Avec un système d'enseignement LMD, la faculté de médecine de l'Université Cheikh Anta Diop de Dakar est composée de six départements:
- Département de chirurgie et spécialités chirurgicales;
- Département de biologie médicale et d'exploitations fonctionnelles;
- Département des sciences biologiques et pharmaceutiques appliquées;
- Département des sciences pharmaceutiques, physiques et chimiques;
- Département de médecine et spécialités médicales;
- Département d'odontologie, IOS.